# Тарасовка (Орловская область)
Тарасовка — деревня в Залегощенском районе Орловской области России. Входит в состав Нижнезалегощенского сельского поселения.

## География
Деревня находится в центральной части Орловской области, в лесостепной зоне, в пределах центральной части Среднерусской возвышенности, на правом берегу реки Скворки, к востоку от автодороги 54К-98, на расстоянии примерно 4 километров (по прямой) к юго-западу от посёлка городского типа Залегощь, административного центра района. Абсолютная высота — 186 метров над уровнем моря.

### Часовой пояс
Деревня Тарасовка, как и вся Орловская область, находится в часовой зоне МСК (московское время). Смещение применяемого времени относительно UTC составляет +3:00.

## Население
| 2010 |
| ---- |
| 0    |

### Национальный состав
Согласно результатам переписи 2002 года, в национальной структуре населения русские составляли 100 % из 5 чел.